# Gneu Manli Capitolí Imperiós
Gneu Manli Capitolí Imperiós (en llatí: Cnaeus Manlius L. F. A. N. Capitolinus Imperiosus) va ser un magistrat romà del segle iv aC. Era fill de Luci Manli Capitolí Imperiós i germà de Tit Manli Imperiós Torquat.
Va ser elegitcònsol l'any 359 aC junt amb Marc Popil·li Laenes, i va fer la guerra contra Tibur. Cònsol per segona vegada l'any 357 aC amb Gai Marci Rutil, va fer la guerra a Falerii i a Tarquinii. El 351 aC va ser censor també amb Gai Marci Rutil, i el 344 aC va ser magister equitum del dictador Luci Furi Camil durant la guerra contra els auruncs.